# Uniwersytet Antioquia

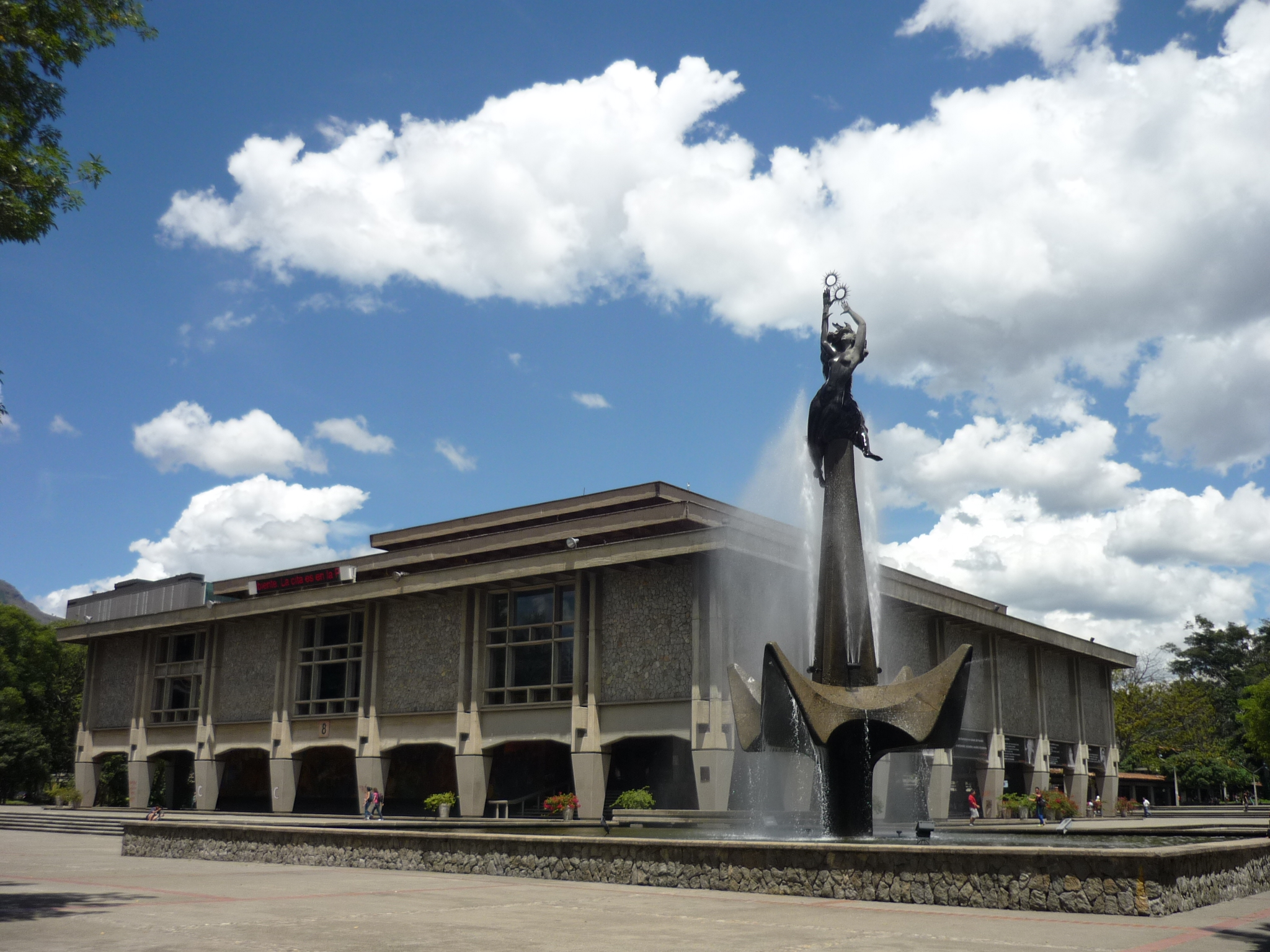
Biblioteka Centralna

Uniwersytet Antioquia (Universidad de Antioquia) – kolumbijska publiczna uczelnia wyższa, zlokalizowana w Medellín.
Poprzednikiem uczelni była szkoła założona przez franciszkańskich misjonarzy na podstawie dekretu króla Karola IV z 9 lutego 1801. Po powstaniu Wielkiej Kolumbii rządzący nią wiceprezydent Francisco de Paula Santander dążył do zmiany jej statusu i planu nauczania. Efektem tego było zezwolenie na nauczanie prawa, wydane w 1827 przez Simóna Bolívara. Ze względu na sytuację polityczną i liczne wojny, które miały miejsce w Kolumbii w XIX i na początku XX wieku, uczelnia była kilkakrotnie zamykana, a jej siedziba zmieniała miejsce. 
W skład uczelni wchodzą następujące wydziały (facultad):
- Wydział Sztuk Pięknych
- Wydział Nauk Rolniczych
- Wydział Ekonomii
- Wydział Nauk Przyrodniczych i Matematycznych
- Wydział Farmaceutyczny i Nauk o Żywieniu
- Wydział Nauk Humanistycznych i Społecznych
- Wydział Komunikacji
- Wydział Prawa i Nauk Politycznych
- Wydział Pedagogiczny
- Wydział Pielęgniarski
- Wydział Inżynierii
- Wydział Medycyny
- Wydział Stomatologii.